# Christiane Torloni
Christiane Torloni, all'anagrafe Christiane dos Santos Torloni (San Paolo, 18 febbraio 1957), è un'attrice brasiliana.

## Biografia
Christiane Torloni è due volte figlia d'arte, essendo nata dagli attori Geraldo Mateus Torloni e Monah Delacy.
Ha debuttato nelle telenovele di Rede Globo a 18 anni. Tra le sue tante interpretazioni, si ricordano quelle in Samba d'amore e Destini, che l'hanno fatta conoscere anche in Italia.
Attrice versatile, divide i suoi impegni tra tv, teatro e cinema.
Christiane Torloni è molto nota in Brasile per le invettive nei confronti di tutti i politici che nel corso degli anni hanno assunto il potere nel suo Paese: non ha mai fatto sconti a nessuno, dal governo dei militari fino a Lula e a Jair Bolsonaro. Porta avanti numerose battaglie, sempre ponendosi dalla parte degli oppressi: in particolare si batte contro la violenza sulle donne.

## Vita privata
I suoi due matrimoni sono finiti entrambi col divorzio. Dal primo marito, il collega Denis Carvalho, ha avuto due figli gemelli, uno dei quali è morto ancora piccolo in un incidente da lei causato; l'altro è l'attore Leonardo Carvalho.

## Filmografia

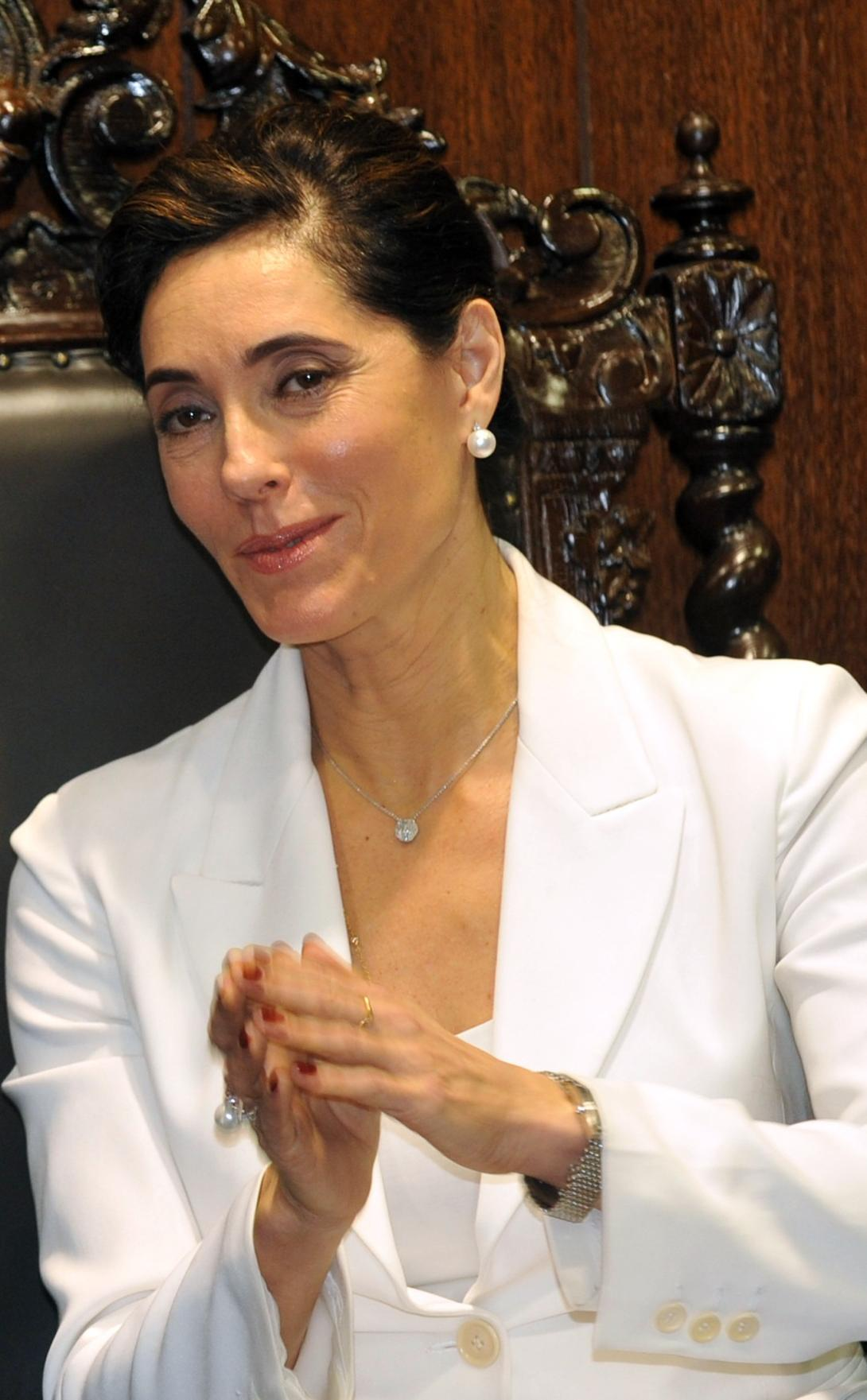
Christiane Torloni

### Cinema
- O Beijo No Asfalto, regia di Bruno Barreto (1981)
- Eros, o Deus do Amor (1981)
- Rio Babilônia (1982)
- Águia na Cabeça (1984)
- Besame Mucho (1987)
- Eu (1987)
- Perfume de Gardênia (1993)
- Cinema de Lágrimas (1995)
- Ismael e Adalgisa (2001)
- Onde Andará Dulce Veiga? (2007)
- Chico Xavier, regia di Daniel Filho (2010)

### Televisione
Attrice
- Caso Especial (episodio: "Indulto de Natal") (1975)
- Duas Vidas (1976)
- Sem Lenço, sem Documento (1977)
- Gina (1978)
- Malù donna (Malu Mulher) (1979)
- Planeta dos Homens (1980)
- Plantão de Polícia (episodio: "O caso Serginho") (1980)
- Samba d'amore (Chega mais) (1980)
- Destini (Baila Comigo) (1981)
- Brazil (Amizade Colorida) (episodio: "Vertigem de alturas") (1981)
- Caso Especial (episodio: "Os amores de Castro Alves") (1981)
- Elas por Elas (1982)
- Vite rubate (Louco amor) (1983)
- Partido Alto (1984)
- Transas e Caretas (1984)
- A Gata Comeu (1985)
- Società a irresponsabilità illimitata (Armação Ilimitada) (1986)
- Giungla di cemento (Selva de Pedra) (1986)
- Corpo Santo (1987)
- Kananga do Japão (1989)
- Araponga (1990)
- O Bispo do Rosário (1991)
- As Noivas de Copacabana (1992)
- A Viagem (1994)
- Cara e Coroa (1995)
- Sai de Baixo (episodio: "As mulheres preferem os loiros") (1997)
- Mulher (episodio: "De braços abertos") (1998)
- Torre di Babele (Torre de Babel) (1998)
- Mulher (episodio: "Anjos e demônios") (1999)
- Você Decide (episodio: "Profissão: Viúva") (1999)
- Você Decide (episodio: "Amélia que era mulher de verdade") (1999)
- O Belo e as Feras (episodio: "Um é pouco, duas… é demais") (1999)
- Um Anjo Caiu do Céu (2001)
- Os Normais (episodio: "Um pouco de cultura é normal") (2001)
- Os Normais (episodio: "Umas loucuras normais") (2002)
- Mulheres Apaixonadas (2003)
- América (2005)
- Amazônia, de Galvez a Chico Mendes (2007)
- Beleza Pura (2008)
- Caminho das Índias (2009)
- Ti Ti Ti (2010)
- Chico Xavier (2011)
- Fina estampa (2011)
- Alto Astral (2014)

Presentatrice
- Globo de Ouro (1977)
- Aplauso (1983)

Altro
- Dança dos Famosos - talent show - vincitrice (2008)